# Oncicola spirula
Espèce
Synonymes
- Echinorhynchus spirula Olfers in Rudolphi, 1819 - protonyme
- Prosthenorchis spirula (Olfers in Rudolphi, 1819)

Oncicola spirula est une espèce d'acanthocéphales de la famille des Oligacanthorhynchidae. C'est un parasite digestif de singes du Brésil.